# Цильк, Гельмут
Гельмут Цильк (нем. Helmut Zilk; 9 июня 1927, Вена — 24 октября 2008[…], Вена) — австрийский журналист и политик. Член Социал-демократической партии Австрии. В 1983—1984 годах занимал должность министра образования Австрии, в 1984—1994 годах — бургомистра Вены.

## Биография
Гельмут Цильк родился в либеральной семье родом из Богемии. Отец запретил ему вступить в войска СС. В конце войны и сразу после неё Гельмут был членом Коммунистической партии Австрии.
Окончив Венский университет, Гельмут Цильк работал в системе учительского образования, затем перешёл на работу на радио ORF. В начале 1960-х годов работал на телевидении в программе для школьников, посвящённой возможностям профессионального образования. Гельмут Цильк стал основателем «школьного телевидения» на втором канале австрийского телевидения.
14 февраля 1979 года бургомистр Вены Леопольд Грац назначил Цилька советником по вопросам культуры. В 1984 году по совету Граца Цильк баллотировался на пост бургомистра Вены и победил на выборах. Бургомистр Цильк отличался вниманием к так называемым «мелочам». Цильк проживал в центре и часто гулял пешком по Внутреннему Городу и подмечал недостатки в работе городских служб, а сопровождавший бургомистра ассистент записывал соответствующие поручения. В отличие от других политиков, Цильк сторонился «чистой партийной политики».
Важным направлением в работе Цилька было укрепление отношений с Израилем и еврейским народом. Благодаря Цильку в Вене появился Еврейский музей, бургомистр также инициировал создание Мемориал австрийским жертвам Шоа на Юденплац в Вене. Выйдя в отставку, Цильк продолжал оставаться в центре внимания австрийских средств массовой информации.
С 1978 года Цильк состоял в третьем браке с певицей Дагмар Коллер, от второго брака у Цилька есть сын.
5 декабря 1993 года австрийский террорист Франц Фукс попытался убить Цилька, которого он считал символом открытой миру Вены, отправив ему бомбу в почтовом отправлении. Цильк получил серьёзное ранение левой руки и лишился двух пальцев. 
Умер от остановки сердца, находясь на лечении в госпитале Вильгельмины. Похоронен на Центральном кладбище в Вене.

## Награды
- Орден Дружбы (12 сентября 2007 года, Россия) — за большой вклад в укрепление российско-австрийских связей[7].
- Большой крест ордена Белого льва (2019 год, Чехия, посмертно)[8].
- Серебряный Орден Свободы (1994 год, Словения).
- Орден Князя Бранимира (2 марта 2009 года, Хорватия, посмертно)[9].
- Знак отличия «За заслуги перед Москвой» (20 декабря 2005 года) — за значительный вклад в укрепление дружбы и развитие взаимовыгодного сотрудничества между Веной и Москвой, многолетнюю плодотворную общественную деятельность[10].
- Почётный гражданин Братиславы (4 сентября 1990 года, Чехословакия)[11].